# ليالي ياسمين (فلم)
ليالي ياسمين فيلم مصري تم إنتاجه عام 1978، من إخراج هنري بركات وبطولة حسين فهمي ونادية الجندي.

## تمثيل
- حسين فهمي
- نادية الجندي
- ليلى طاهر
- عبد الله فرغلي
- سعيد صالح
- إسلام طاهر يحيى
- صلاح نظمي
- عمر الحريري
- عزيزة حلمي
- سعاد حسين